# الإمامة في المذهب الزيدي
في الإسلام الزيدي, الإمامة هي أعلى منصب قيادي سياسي وديني. كما هو الحال مع الطوائف الشيعية الأخرى، فهو مخصص لأهل البيت، أي أحفاد النبي الأكرم محمد من علي بن أبي طالب وفاطمة. ولكن على النقيض من الإمامة الاثني عشرية أو الإسماعيلية، لم تكن هذه الإمامة وراثية، وكان من الممكن أن يطالب بها أي عليوي مؤهل؛ ولم يكن يُنسب إلى حامليها صفات شبه إلهية من العصمة والقدرة على صنع المعجزات. وكانت المؤهلات الضرورية تتمثل في معرفة أساسية بالفقه الإسلامي ودعوة عامة إلى الولاء، وعادة ما تكون في شكل قيادة انتفاضة ضد سلطة غير شرعية. وفي الممارسة العملية، كان هذا يعني أنه قد يكون هناك عدة أئمة زيديين في نفس الوقت، حتى في نفس المنطقة، أو قد لا يكون هناك أي أئمة على الإطلاق. وقد أدى هذا إلى ظهور مفهوم فريد من نوعه، وهو الإمامة المقيدة، لأصحاب السلطة السياسية الذين لم تتوفر فيهم الشروط العلمية. فضلًا عن ذلك فإن الطبيعة الشخصية للإمامة حالت لفترة طويلة دون قيام مؤسسات ثابتة، مما جعل الدول الزيدية التي تأسست في اليمن وطبرستان غير مستقرة. ومن ثم أصبحت الإمامة تنتقل بالوراثة في كثير من الأحيان، خاصة وأن أئمة اليمن حدّثوا المذهب الزيدي وتقاربوا من المذهب السني في القرن الثامن عشر ليستحدثوا نظام الحكم ويُكونوا سياسةً مستقرةً.

## التاريخ
الزيدية هي فرع من الإسلام الشيعي أسسه أتباع زيد بن علي (حفيد الإمام علي بن أبي طالب، صهر النبي محمد)، الذي أطلق في عام 740 ثورة زيد ضد الخلافة الأموية، والتي توفي فيها. فشلت الثورة إلى حد كبير بسبب نقص الدعم من الشيعة الكوفيين، الذين انقسموا حول المسألة الشائكة المتمثلة في شرعية الخلفاء الراشدين الثلاثة الأوائل - أي أولئك الذين حكموا قبل علي بن أبي طالب - أبو بكر وعمر وعثمان؛ حيث رفضهم الشيعة الأكثر تطرفًا باعتبارهم مغتصبين، في حين قبلهم الشيعة الأكثر اعتدالًا باعتبارهم قادةً شرعيين بحكم الأمر الوافق منذ أن تعهد الإمام علي نفسه بالولاء لهم، مع رؤية أن الإمام علي كان أحق بالخلافة منهم، وهذا رأي معظم الطوائف الشيعية اليوم. لقد أدى دعم زيد للموقف المعتدل إلى خسارته للعديد من الأتباع، الذين اتبعوا بدلًا من ذلك ابن أخيه جعفر الصادق (ت 765). وقد أدى هذا الحدث إلى أول انفصال شيعي إذ انفصل الزيديون عن الفرق الإمامية من الشيعة (الاثني عشرية والإسماعيلية) الذين اتبعوا جعفر الصادق وخلفائه.
في المذهب الزيدي، على عكس الشيعة الإمامية، فإن الإمامة ليست وراثية، كما أن الإمام ليس شخصية معصومة. كما يرفض المذهب الزيدي بعض العقائد الإمامية مثل غيبة الأئمة، والتأويلات الباطنية في تفسير القرآن. وبعيدًا عن التركيز على الإمامة وحصرها في نسل الإمام علي، فإن موقف الزيدية، وخاصة في العصر الحديث، قريب من التيار السائد في المذهب السني، ويُنظر إلى الزيدية أحيانًا على أنها المدرسة السنية الخامسة عند بعض المستشرقين، على الرغم من أن المذهب يحمل أساسات مدارس الشيعة. كان أئمتهم الأوائل هادئين سياسيًّا [الإنجليزية]، وقبلوا حكم الخلافة الأموية ثم الخلافة العباسية. من ناحية أخرى، تبنى الزيديون موقفًا دينيًا أكثر اعتدالًا، جعلهم من أقرب المذاهب الشيعية إلى المعتقدات السنية، لكنهم كانوا متطرفين سياسيًا، حيث أصبح التمرد ضد السلطة الأموية والعباسية غير الشرعية مبدأً أساسيًا للزيديين. ونتيجة لذلك، دعم الزيديون سلسلة من الثورات العلوية الشرعية: تمرد عبد الله بن معاوية (744–747/8)، انتفاضة محمد النفس الزكية (762–763)، انتفاضة الحسين بن علي العابد (786)، ثورة الديلم ليحيى بن عبد الله (792)، ثورة ابن طبطبا في العراق. (814-815) ومحمد بن القاسم في تالقان (834)، ويحيى بن عمر في الكوفة (864).

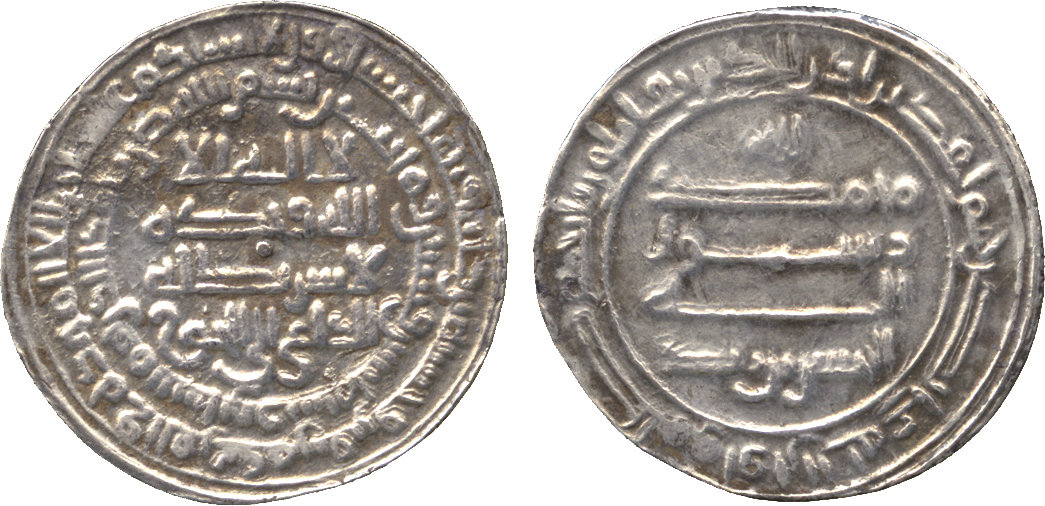
درهم فضي لحسن بن زيد، أول حاكم زيدي لطبرستان

كانت هذه الثورات غير ناجحة، مما يثبت أن المواجهة المباشرة مع حكومة الخلافة في الأراضي المركزية للإسلام كانت محكوم عليها بالفشل. لقد تأسس أول نظام زيدي ناجح في المغرب، في أقصى غرب العالم الإسلامي، على يد إدريس بن عبد الله، الذي فر من قمع انتفاضة عام 786. خلال القرن التاسع، اكتسبت جهود الدعوة الزيدية أرضية في منطقتين أخريين على أطراف العالم الإسلامي: جبال شمال اليمن، وجبال طبرستان، والديلم، وجيلان على الشواطئ الجنوبية لبحر قزوين. تأسست إمارة زيدية في طبرستان عام 864، واستمرت قوةً إقليمية حتى القرن الثاني عشر. حكم آخر الزيديين الكازويين مدينة لاهيجان واعتنقوا المذهب الشيعي الاثني عشري في عام 1526/7 مع انتشاره في مشرق العالم الإسلامي. في اليمن، تأسست دولة زيدية في عام 897 في صعدة، والتي ظلَّت معقل الزيدية اليمنية حتى يومنا هذا؛ حكمت سلسلة من الأئمة الزيديين في اليمن معظم مرتفعات اليمن العليا في العصور الوسطى وأوائل العصر الحديث، على الرغم من أن حكمهم كان محل نزاع ومقاطعة من القوى الاستعمارية الأجنبية، ولعل أبرز من هاجمهم وضيّق عليهم كانت الدولة العثمانية. في القرن السابع عشر، استطاعت الدولة الزيدية القاسميية طرد العثمانيين وجاءت لحكم اليمن بأكمله، ولكن لتعزيز سلطتهم، ابتعد الأئمة تدريجيًا عن الزيدية الحدوية وتبنوا عقائد جعلتهم أقرب إلى الممارسات السياسية السنية وذلك لتشريع حكمهم الوراثي الملكي.

## أهلية الإمامة
انقسم الزيديون الأوائل إلى معسكرين، البترية المعتدلة، التي كانت قريبة إلى السنة الأولية والشيعية والتي سادت في القرن الثامن، والجارودية، والتي اتجهت أكثر نحو العقائد الشيعية المبكرة، وأصبحت في نهاية المطاف السلالة السائدة بحلول القرن التاسع. وعلى غرار جميع الفرق الشيعية، اعتقدت الطائفة البترية أن عليًا هو الخليفة الشرعي لمحمد، وأنه أفضل الرجال بعد النبي نفسه. وفي الوقت نفسه، وعلى النقيض من الجماعات الشيعية الأخرى، فقد اعتقدوا أنه بما أن عليًا قد وافق طوعًا على الخلفاء الثلاثة الأوائل بحكم الأمر الواقع، وعليه، فإن أبا بكر وعمر كانا زعيمين شرعيين، في حين كان عثمان كذلك في النصف الأول من حكمه، قبل محاولاته لرفع عشيرته الأموية فوق الآخرين مثل تعيين معاوية على الشام؛ إذ كان الأمويون من أشد أعداء النبي محمد قبل اعتنقاهم الإسلام. ومن هنا، فقد قبلت البترية أنه لا يشترط في الإمام أن يكون من أفضل أفراد المجتمع المسلم كما كان الحال في مدرسة المعتزلة البصريين وفي مذهب الخوارج. ومن ناحية أخرى، اتبعت الجارودية الشيعة الإمامية في رفض الخلفاء الثلاثة الأوائل باعتبارهم أنقصوا عليًّا حقه الشرعي، مستندين إلى ما ورد في الصحاح: «إنا قد عرفنا يا أبا بكر فضيلتك وما أعطاك الله ولم ننفس عليك خيرًا ساقه الله إليك ولكنك استبددت علينا بالأمر وكنا نحن نرى لنا حقًّا»، وقد اعتبر جميع الشيعة بما فيه البترية أن الأحقية كانت لعلي بن أبي طالب، وابنيه الحسن (ت. 670) والحسين (ت. 680) إذ عين النبي محمد عليًّا في واقعة غدير خم (حديث الغدير).
إن تعيين علي والحسن والحسين يجعلهم فريدين بين الأئمة الزيديين، على الرغم من وجود تقليدين مختلفين: أحدهما يقول إن الثلاثة عُينوا صراحة خلفاء من الني محمد محمد، بينما يقول الآخر أن كل واحد منهم عين الآخر بدوره أي أن النبي محمد عيّن عليًّا وعلي عيَّن الحسن، والحسن عيّن الحسين. بعد مقتل الحسين (معركة كربلاء)، أصبحت أهلية الإمامة مفتوحة لأي عضو مؤهل من السلالات الحسينية والحسنية، على الرغم من أن بعض علماء الزيدية حتى القرن العاشر وسعوا الأهلية لتشمل جميع الطالبيين (أحفاد والد علي، أبو طالب بن عبد المطلب). كان لابد أن يكون الإمام المستقبلي سليم الجسم والعقل حتى يتمكن من الحكم، وأن يتمتع بشخصية مستقيمة، وأن يعيش حياة تقوى واستقامة، وأن يتمتع بمعرفة واسعة بالفقه الإسلامي والأمور الدينية التي تؤهله ليكون مُجتهدًا، بما في ذلك تأليف الأعمال الأصلية. وفي نهاية المطاف حُددت قائمة مكونة من أربعة عشر صفة تؤهل المرشح للإمامة.
ولكن المؤهلات وحدها لم تكن كافية؛ فبينما أكدت العقيدة الزيدية على إقامة الإمام في جميع الأوقات باعتباره التزامًا يقع على عاتق المجتمع المسلم، فإن الإمامة لا يمكن أن تنتقل عن طريق العقد أو الانتخاب أو التعيين، ولكن كان لا بد من المطالبة بها من خلال إصدار دعوة والتي كان لابد من إجراؤها من خلال إعلان عام للنهوض والخروج والقيام، والتي كان على جميع المسلمين الحقيقيين الاستجابة لها بإعلان ولائهم. وفي الممارسة العملية كان هذا يعني تمردًا مسلحًا، ومن ثم تم تحديد الحد الأدنى لعدد الدعم المسلح (النُّصرة) وتثبيته عند 313 من الأتباع، استنادًا إلى عدد أتباع النبي محمد في معركة بدر. والأمر الحاسم هو أن الدعوة لم تكن مشروطة بشعبية المرشح أو بالإجماع العام للمسلمين؛ فقد كان الإمام المحتمل مجبرًا على النهوض من الله، وكان نجاحه يعتمد على الله وحده. وبعبارات أكثر عملية، فإن قيادة انتفاضة ناجحة ضد الظالم المستبد كانت دليلًا على القدرات السياسية والعسكرية للإمام، وهي محور أساسي عند الطوائف الشيعية مُستشهدين بثورة الحسين. ومن ناحية أخرى، كان من المتوقع أن يكون المرشح الأفضل هو الإمام، وبالتالي إذا ظهر مرشح آخر أفضل منه، فإن الإمام الحالي سيكون ملزمًا بالتنازل عن السلطة له. وكذلك فإن أي تجاوزات أخلاقية أو فقدان للصفات المؤهلة يبطل شرعية الإمامة، وتُخرجه من منصب خلافة المسلمين.
يُلخّص المؤرخ نجم حيدر الإمامة الزيدية على النحو التالي: «اكتسب المرشح المؤهل أتباعًا من خلال صفاته العلمية والشخصية، واستولى على السلطة من خلال براعته العسكرية. كان الإمام الزيدي المثالي رجل القلم ورجل السيف في آنٍ واحد.»  ويختلف الشيعة الزيدية عن الشيعة الإمامية في مسألة جوهرية، فالإمامية يرون أئمتهم قادة دينيين في المقام الأول، ومُنِحوا العصمة في مسائل العقيدة، على عكس الزيدية، كانت الجوانب السياسية للإمامة محورية بشكل فريد في المفهوم الزيدي للمنصب، فقد كان الأئمة الزيديون يُعتبرون مجرد أفراد على دراية، وكان حكمهم قابلًا للخطأ ويمثل «أفضل تخمين» لإرادة الله، وليسوا متفوقين بطبيعتهم على أحكام علماء الزيدية الآخرين. إن الإجماع الجماعي بين الحسنيين والحسينيين وحده هو الذي يمكن أن يحدد بشكل قاطع صحة القضايا العقائدية أو عدم صحتها.

## التداعيات
في الممارسة العملية، كانت الطبيعة الشخصية المكثفة للإمامة الزيدية، المرتبطة بحضور وقدرات الإمام الفرد، تتعارض مع إنشاء دولة زيدية مؤسسية طويلة الأمد: إذ لم تُنظم الخلافة أبدًا، مما أدى غالبًا إلى إعلان العديد من المرشحين المتنافسين؛ كانت السلطة القضائية منوطة بالإمام ولا يمكن تفويضها، مما حال دون ظهور بيروقراطية أو مناصب مثل رئيس القضاة، أو حتى قانون موحد، حيث كان لكل إمام الحق في تفسير الشريعة حسب رغبته؛ وحتى الدعم العسكري الذي كان يتمتع به الإمام كان يوفر طواعية من أتباعه، بدلًا من الاعتماد على جيش منظم. يؤكد المؤرخ برنارد هيكل على الطبيعة العابرة والزائلة للهياكل السياسية الزيدية، ويعزو ذلك إلى صفتها المعارضة: «كان الزيديون أكثر فعالية عندما ركزوا على العدو الذي يمكنهم محاربته». إن حكم مملكة واسعة ومتنوعة، مثل الدولة القاسمية التي نشأت في اليمن خلال القرن السابع عشر، تطلب أساليب مختلفة. وقد ساهم هذا، وفقًا لهيكل، في عملية التسنن التقدمية التي شهدتها الدولة القاسمية، والتي سمحت بإنشاء مكاتب ومؤسسات أكثر ديمومة، وتشكيل بيروقراطية قضائية ومحكمة على غرار ما كان قائمًا منذ فترة طويلة في الدول الإسلامية غير الزيدية - بل وغالبًا ما كانت الإدارة العثمانية السابقة تستولي عليها. والأمر الحاسم هو أن هذه العملية قدمت أيضًا وسيلة بديلة للشرعية لحكامها، الذين كانوا يفتقرون إلى حد كبير إلى الصفات الضرورية المنصوص عليها في العقيدة الزيدية، واعتمدوا بشكل شبه حصري على الشرعية الأسرية والقوة العسكرية، المصاغة في صيغ قانونية سنية تحظر التمرد.

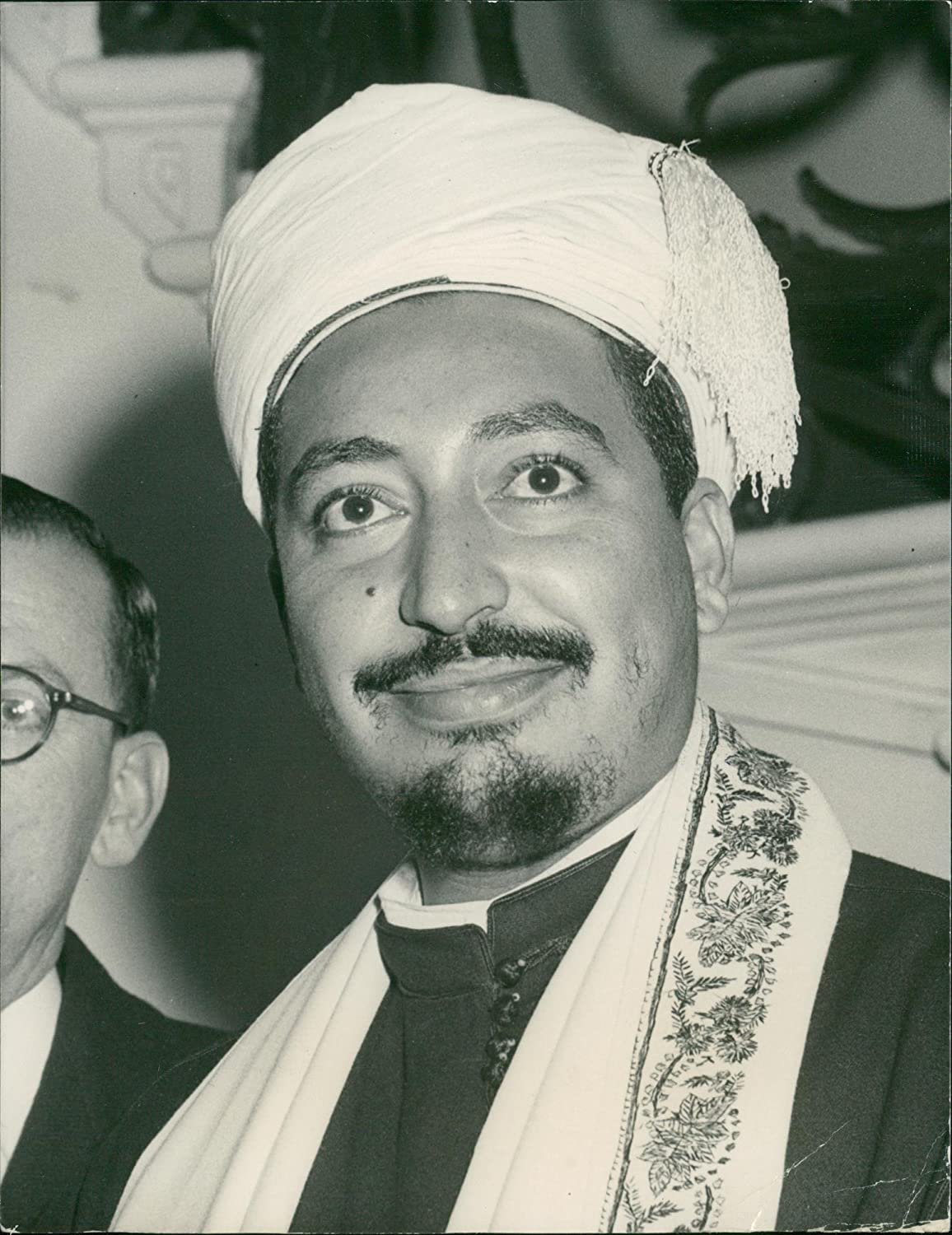
محمد البدر، آخر أئمة وملوك اليمن

وعلاوة على ذلك، في حين كان يُعتقد أن الإمام فريد من نوعه في المجتمع الإسلامي بأكمله، لم يكن الأمر كذلك دائمًا في الممارسة العملية، فإلى جانب النزاعات على الخلافة، أدى وجود دول زيدية منفصلة على نطاق واسع في اليمن وشمال إيران في بعض الأحيان إلى وجود إمامين متميزين في نفس الوقت. ورغم أنهم كثيرًا ما اعترفوا بشرعية بعضهم بعضًا، إلا أن هذا كان استثناءً لم ينعكس في العقيدة. وعلى نحو مماثل، فإن المستوى العالي المطلوب من المعرفة في الفقه أدى إلى استبعاد العديد من كبار العلويين الفعليين من الإمامة، على الرغم من أنهم قد يكونون بالفعل يمتلكون السلطة الدنيوية. ونتيجة لذلك، اُستخدمَت الرتبة المتوسطة للإمام (المحتسب) أو (الداعي) للدلالة على الحاكم الذي يعتبره الزيديون شرعيًا والمكلف بالحكم والدفاع عن المجتمع، ولكن بسلطة محدودة مقارنة بالأئمة الكاملين (السابقون)، الذين كان بإمكانهم فرض الضرائب، وتحديد العقوبات، وحتى شن حرب هجومية. ويشير حيدر إلى أن مفهوم الإمام المقيد الذي يتسم به الزيديون بشكل فريد هو مؤشر آخر على مركزية الاعتبارات السياسية، حيث كانت الإمامة الزيدية تقوم على ممارسة السلطة السياسية، في حين يمكن تفويض المتطلبات التي تركز على المعرفة من خلال استشارة علماء دين مؤهلين. ظهر المصطلح في وقت مبكر جدًا، حيث كان العديد من حكام الزيدية الأوائل في طبرستان مجرد مُستدعين، بينما تبنى العلويون الزيديون في وقت لاحق في شمال إيران اللقب العام والعلماني تمامًا للأمير. ومع ذلك، فقد نظمت مفهوم الإمامة المحدودة في اليمن، حيث كان العديد من حكام القاسميين اللاحقين يفتقرون إلى المؤهلات اللازمة للإمامة الكاملة. ونتيجة لكل هذه الخلافات، لم تكن هناك قائمة نهائية للأئمة الزيديين المقبولين بشكل عام، حتى يومنا هذا.
صعدَت مجموعة شيعية زيدية في اليمن مؤخرًا، تُسمى الحوثيون، ولاقى هذا دعم الشيعة الاثني عشرية متمثلًا في إيران التي رأت فرصة لإعادة إحياء القوة الإسلامية وإزالة الهيمنة الغربية والأمريكية من المنطقة عن طريق دعم الحركات الشعبية في البلدان الواقعة تحت المظلة الأمريكية، فأغلق الحوثيون الملاحة من مضيق باب المندب أمام السفن الإسرائيلية، وزادَت أهميتهم عُقب تدمير إسرائيل لبنية حزب الله وقتلها قيادات الصف الأول، بعد قرار الحزب بفتح جبهة إسناد لمساعدة غزة، وقد زادت قرارات الحوثيين من ظهور جماعات من المعارضين المحليين والدوليين لحكم الحوثيين في اليمن، أبرزهم حزب الإصلاح السني المحافظ الذي يرى فيهم تهديدًا لأمن اليمن، ومجازفةً بها، ويدعو إلى عزلة اليمن عن فلسطين، كما برزت أيضًا معارضة الحركة الجنوبية الاشتراكية العلمانية إلى الإسلاميين المتطرفين في تنظيم القاعدة في شبه الجزيرة العربية، ومنذ عام 2014، يوجد كذلك معارضة تنظيم داعش اليمني الذي يرى في حكم أي جماعة غير سنية كفرًا بالدين.

## أئمة الزيدية
ويشكل أئمة اليمن أحد أئمة الزيدية.
فيما يلي التسلسل الزمني الذي يشير إلى أئمة الزيدية في الفترة المبكرة من بين أئمة الشيعة الآخرين كما ورد في كتاب المصابيح في السيرة لأحمد بن إبراهيم:[بحاجة لمصدر]
1. علي بن أبي طالب
2. الحسن بن علي بن أبي طالب
3. الحسين بن علي بن ابي طالب
4. علي زين العابدين بن الحسين بن علي
5. حسن المثنى بن الحسن بن علي
6. زيد بن علي زين العابدين بن الحسين
7. يحيى بن زيد بن علي زين العابدين
8. محمد النفس الزكية بن عبد الله الكامل بن حسن المثنى
9. إبراهيم بن عبد الله الكامل بن حسن المثنى
10. عبد الله بن محمد النفس الزكية بن عبد الله الكامل بن حسن المثنى
11. الحسن بن إبراهيم بن عبد الله الكامل بن حسن المثنى
12. الحسين بن علي العابد بن حسن المثلث بن حسن المثنى
13. عيسى (والد أحمد ) بن زيد بن علي زين العابدين
14. يحيى بن عبد الله الكامل بن حسن المثنى
15. إدريس الأول بن عبد الله الكامل بن حسن المثنى
16. محمد بن ابراهيم طباطبه بن اسماعيل الديباج بن ابراهيم الغمر بن الحسن المثنى
17. محمد بن محمد بن زيد بن علي زين العابدين
18. محمد بن سليمان بن داود بن الحسن المثنى
19. القاسم بن ابراهيم طباطبه بن اسماعيل الديباج بن ابراهيم الغمر بن الحسن المثنى
20. يحيى بن الحسين بن القاسم بن ابراهيم طباطبه بن اسماعيل الديباج بن ابراهيم الغمر بن الحسن المثنى

- ( تأسست الدولة الإدريسية في المغرب سنة 803م)

1. إدريس الثاني بن إدريس الأول[بحاجة لمصدر]
2. محمد بن إدريس الثاني[بحاجة لمصدر]
3. علي الأول بن محمد
4. يحيى الأول بن محمد
5. يحيى الثاني بن يحيى الأول
6. علي الثاني بن عمر بن إدريس الثاني[بحاجة لمصدر]
7. يحيى الثالث بن القاسم بن إدريس الثاني[بحاجة لمصدر]
8. يحيى الرابع بن إدريس بن عمر بن إدريس الثاني
9. الحسن الأول بن محمد بن القاسم بن إدريس الثاني[بحاجة لمصدر]
10. القاسم قنون بن محمد بن القاسم بن إدريس الثاني[بحاجة لمصدر]
11. أبو العيش أحمد بن القاسم قنون
12. الحسن الثاني بن القاسم قنون

- (تأسست الدولة الزيدية في طبرستان سنة 864م)

1. الحسن بن زيد بن محمد بن إسماعيل بن حسن بن زيد بن حسن
2. محمد بن زيد بن محمد
3. حسن الاطرش بن علي بن الحسن بن علي بن عمر الأشرف بن علي زين العابدين
4. الحسن بن القاسم بن الحسن بن علي بن عبد الرحمن بن القاسم بن حسن بن زيد بن حسن أو أبو محمد حسن بن قاسم[بحاجة لمصدر]
5. أحمد بن حسن أو أبو الحسين أحمد بن حسن
6. جعفر بن حسن أو أبو القاسم جعفر بن حسن
7. محمد بن أحمد أو أبو علي محمد بن أحمد
8. الحسين بن أحمد أو أبو جعفر الحسين بن أحمد

- ( تأسست سلالة الأخيضريين في نجد عام 866 بعد ثورة إسماعيل بن يوسف الأخيضر بن إبراهيم بن موسى الجون بن عبد الله الكامل بن حسن المثنى بن حسن المجتبى )

1. محمد بن يوسف الأخيضر بن إبراهيم بن موسى الجون (أخو إسماعيل بن يوسف الأخيضر )
2. يوسف بن محمد بن يوسف الأخيضر ( ابن محمد بن يوسف الأخيضر وحفيد يوسف الأخيضر بن إبراهيم بن موسى الجون)
3. إسماعيل بن يوسف بن محمد (ابن رقم 2)
4. الحسن بن يوسف بن محمد (ابن رقم 2 وأخ رقم 3)
5. أحمد بن الحسن بن يوسف (ابن رقم 4)
6. أبو المقلد جعفر بن أحمد بن الحسن (ابن رقم 5)

- (تأسست دولة الرسيين في اليمن عام 897م)

1. الهادي إلى الحق يحيى بن الحسين بن القاسم بن إبراهيم طباطابا
2. المرتضى محمد بن يحيى بن الحسين
3. الناصر أحمد بن يحيى بن الحسين
4. المنتخب الحسن بن الناصر أحمد بن يحيى[بحاجة لمصدر]